# Journal de l’École polytechnique – Mathématiques
Journal de l'École polytechnique – Mathématiques ist eine mathematische Fachzeitschrift, die Forschungsarbeiten in englischer und französischer Sprache veröffentlicht.
Sie erscheint seit 2014 und wird von der École polytechnique herausgegeben. Sie setzt für das Gebiet der Mathematik die Arbeit der von 1795 bis 1939 erschienenen Zeitschrift Journal de l'École polytechnique fort, die Arbeiten aus Mathematik, Mechanik und Physik veröffentlichte. In dieser Zeitschrift war 1895 Henri Poincarés Arbeit “Analysis Situs” veröffentlicht worden.
Artikel erscheinen online Open Access, die gedruckten Ausgaben können käuflich erworben werden. Autoren brauchen keine Gebühren zu zahlen.